# Belkacem Mostefaoui
 (juin 2018).
Belkacem Mostefaoui (en arabe : بلقاسم مصطفاوي) est un professeur algérien, directeur du laboratoire de recherche Médias, usages sociaux et communication (MUSC) à l’École nationale supérieure de journalisme et des sciences de l’information d’Alger. 

## Biographie
Docteur d’État en sciences politiques et docteur en sciences de l’information et de la communication de l’Université Panthéon Assas-Paris II, il a aussi été enseignant chercheur dans cet établissement durant les années 1980 et 1990. En cette université, Il a notamment collaboré avec le professeur Francis Balle, sur divers projets de recherche relatifs à l’audiovisuel.
Dans le domaine du journalisme pratique, il a accompagné, une décennie durant (1999/2008), le quotidien algérien El Watan d’une chronique hebdomadaire, Médiascopie ; et animé pour ce journal des sessions de formation au journalisme. 
Ses travaux de recherche ont été publiés dans des revues de référence, notamment : l’Annuaire de l’Afrique du Nord /  CNRS, Paris ; Réseaux / CNET/ CNRS, Paris ; Médiaspouvoirs, Paris ; Revue Tiers monde, Paris ; Wukufs, Hambourg et Naqd, Alger. 
Il est auteur des ouvrages : Médias et liberté d’expression en Algérie, Alger : Ed El Othmania 2013 ; Médiascopie. Recueil de chroniques El Watan 1999-2008, Alger, Mille Feuilles, 2008 ; La télévision française au Maghreb, Paris, L’Harmattan, 1996 et L’Usage des médias en question, Alger : Ed OPU, 1982. Il a dirigé les ouvrages collectifs Médias, langues, langages et communication : où en est tamazight ? Alger, Haut commissariat à l’amazighité (HCA), 2015 et Alger républicain face à la libéralisation de la presse (1990/1994), Ed Association Les Amis de Abdelhamid Benzine, Alger, 2010.
Il a codirigé divers ouvrages, dont Profession journaliste, L’Année du Maghreb 2016, Paris, Ed du CNRS ; Les missions du  service public télévisuel en Algérie, Paris, Institut Panos,  Barcelone : Observatoire méditerranéen de la communication (OMEC), avril 2012 ; et Cinquante de médias algériens. Questions d’histoire, réalités et défis de liberté d’expression. Alger, Ed Association Les Amis de Abdelhamid Benzine, février 2014.

## Publications
- Médias et liberté d’expression en Algérie. Repères d’évolution et éléments d’analyse critique, Alger, Ed. El Othmania, novembre 2013.
- Médiascopie. Recueil choisi de chroniques El Watan 1999 – 2008, Alger, Éditions Mille Feuilles, novembre 2008, 237 p.
- La télévision française au Maghreb. Structures, stratégies et enjeux, préface de F. Balle ; Paris, L'Harmattan, 1996, 274 p.
- L'Usage des médias en question, Alger, Office des publications universitaires, 1982, 352 p.